# Pouteria undulatifolia
Pouteria undulatifolia là một loài thực vật có hoa trong họ Hồng xiêm. Loài này được Rizzini miêu tả khoa học đầu tiên năm 1980.